# بوبي باول
بوبي باول (بالإنجليزية: Bobby Powell)‏ هو سياسي أمريكي، ولد في 7 سبتمبر 1981 في ريفييرا بيتش في الولايات المتحدة. حزبياً، نشط في الحزب الديمقراطي. وقد انتخب عضو مجلس نواب فلوريدا.